# ブレダPG
ブレダPG（Breda PG、イタリア語：Presa Gas、「ガス作動式」の意）は、イタリアのブレダ社が製造した自動小銃である。
PGは、装弾数20発の弾倉を備えたガス圧作動式ライフルであり、イタリア政府が試用したのち、コスタリカ政府に売却された。イタリア向けモデルは半自動のみで、6.5×52mmマンリッヒャー-カルカノ弾仕様であったが、コスタリカ向けは7x57mmモーゼル弾仕様となり、4連バースト・リミッターを備えた自動発射モードを備えていた。このことから、PGは世界で初めてバースト発射機能を備えた自動小銃とされる。
約400丁がコスタリカに供給され、残りは特殊部隊で使用された。